# Clément Geens
Clément Geens (Ukkel, 11 maart 1996) is een Belgisch padeller en tennisser.

## Levensloop
Op het wereldkampioenschap padel van 2022 te Dubai bereikte hij met het Belgisch team de kwartfinale. Eerder dat jaar werd hij samen met Jérôme Peeters Belgisch kampioen.